# Блумквист, Осси
Осси Блумквист (фин. Ossian Olavi «Ossi» Blomqvist; 12 мая 1908, Гельсингфорс — 3 октября 1955, Хельсинки) — финский конькобежец, серебряный призёр чемпионата Европы 1931 и 1932 годов, двукратный чемпион Финляндии в классическом многоборье (1929, 1936).

## Биография
Спортивная карьера Осси Блумквиста длилась с 1921 по 1947 годы. Осси Блумквист был участником трёх Олимпиад 1928, 1932 и 1936, причём на Олимпийских играх 1936 года участвовал в забегах на всех дистанциях — 500, 1500, 5000 и 10 000 метров. На Олимпийских играх 1932 года в Лейк-Плэсиде Осси Блумквист был знаменосцем команды Финляндии. На этих играх он принимал участие в квалификационных забегах на дистанциях 1500, 5000 и 10 000 метров, но не пробился на финальные забеги. Дважды завоёвывал серебро на чемпионате Европы в 1931 и 1932 годах.
После смерти спортсмена в Финляндии проводился Мемориал О. Блоквиста с участием конькобежцев разных стран.

## Спортивные достижения
| Год  | Чемпионат Европы | ЧМ многоборье | Олимпийские игры                          |
| ---- | ---------------- | ------------- | ----------------------------------------- |
| 1927 | 9е               |               |                                           |
| 1928 |                  |               | 10e 5000 м                                |
| 1931 | 2                | 7е            |                                           |
| 1932 | 2                | 5е            |                                           |
| 1933 |                  | 12е           |                                           |
| 1936 |                  | 7е            | 19е 500 м 9e 1500 м 6e 5000 м 5e 10 000 м |
| 1937 |                  | 11е           |                                           |